# Missões diplomáticas de Moçambique

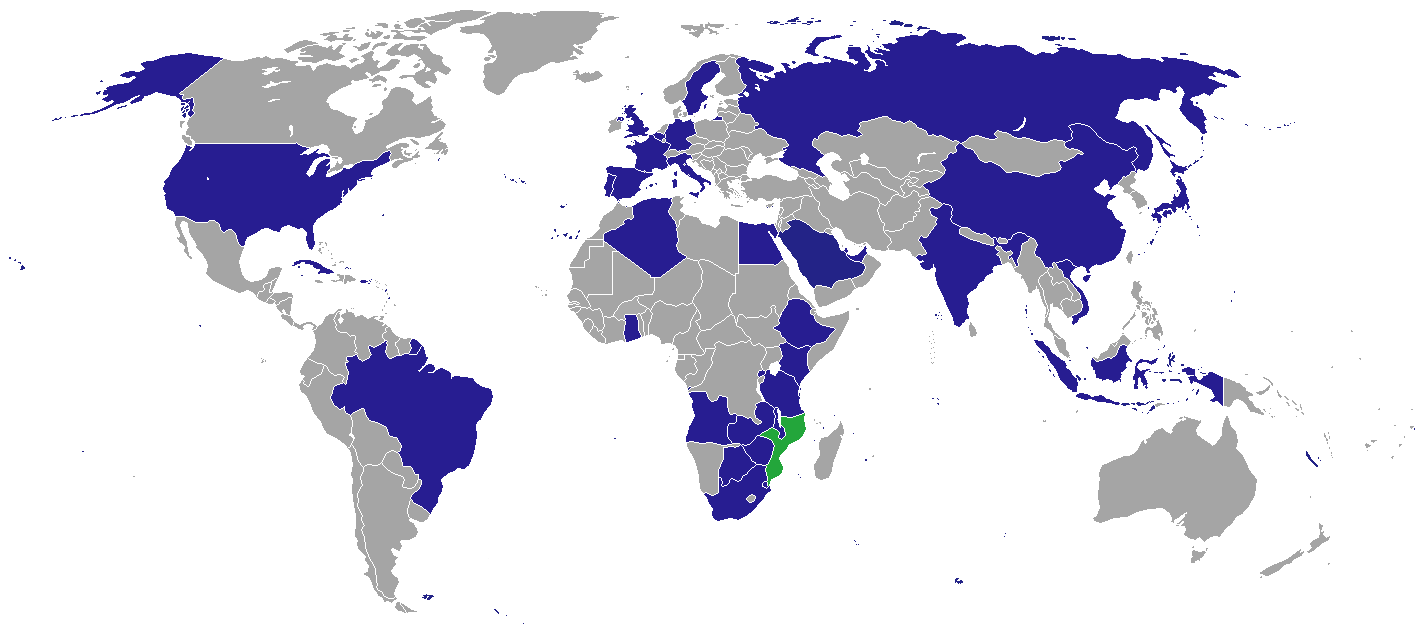
Missões diplomáticas de Moçambique

Abaixo se encontra as embaixadas/alto comissariado e consulados de Moçambique:

## África
- África do Sul
  - Pretória (Alto Comissariado)
  - Cidade do Cabo (Consulado-Geral)
  - Joanesburgo (Consulado-Geral)
  - Nelspruit (Consulado-Geral)
- Angola
  - Luanda (Embaixada)
- Argélia
  - Argel (Embaixada)
- Botswana
  - Gaborone (Alto Comissariado)
- Egito
  - Cairo (Embaixada)
- Essuatíni
  - Mebabane (Alto Comissariado)
- Etiópia
  - Adis Abeba (Embaixada)
- Gana
  - Acra (Alto Comissariado)
- Malawi
  - Lilongué (Alto Comissariado)
  - Blantire (Consulado-Geral)
- Quênia
  - Nairóbi (Alto Comissariado)
- Ruanda
  - Quigali (Alto Comissariado)
- Tanzânia
  - Dar es Salã (Alto Comissariado)
  - Zanzibar (Consulado-Geral)
- Zâmbia
  - Lusaca (Alto Comissariado)
- Zimbabwe
  - Harare (Embaixada)
  - Mutare (Consulado-Geral)

## América
- Brasil
  - Brasília (Embaixada)
- Cuba
  - Havana (Embaixada)
- Estados Unidos
  - Washington, D.C. (Embaixada)

## Ásia
- Arábia Saudita
  - Riade (Embaixada)
- Catar
  - Doha (Embaixada)
- China
  - Pequim (Embaixada)
  - Macau (Consulado-Geral)
- Emirados Árabes Unidos
  - Abu Dhabi (Embaixada)
  - Dubai (Consulado-Geral)
- Índia
  - Nova Déli (Alto Comissariado)
- Indonésia
  - Jacarta (Embaixada)
- Japão
  - Tóquio (Embaixada)
- Vietname
  - Hanói (Embaixada)

## Europa
- Alemanha
  - Berlim (Embaixada)
- Bélgica
  - Bruxelas (Embaixada)
- Espanha
  - Madri (Embaixada)
- França
  - Paris (Embaixada)
- Itália
  - Roma (Embaixada)
- Portugal
  - Lisboa (Embaixada)
  - Lisboa (Consulado-Geral)
  - Porto (Consulado-Geral)
- Reino Unido
  - Londres (Alto Comissariado)
- Rússia
  - Moscou (Embaixada)
- Santa Sé
  - Roma (Embajada)
- Suécia
  - Estocolmo (Embaixada)

## Organizações multilaterais
- Genebra (Missão permanente junto das Nações Unidas e outras organizações internacionais)
- Lisboa (Missão permanente perante a Comunidade dos Países de Língua Portuguesa)
- Nova Iorque (Missão permanente junto das Nações Unidas)

## Galeria

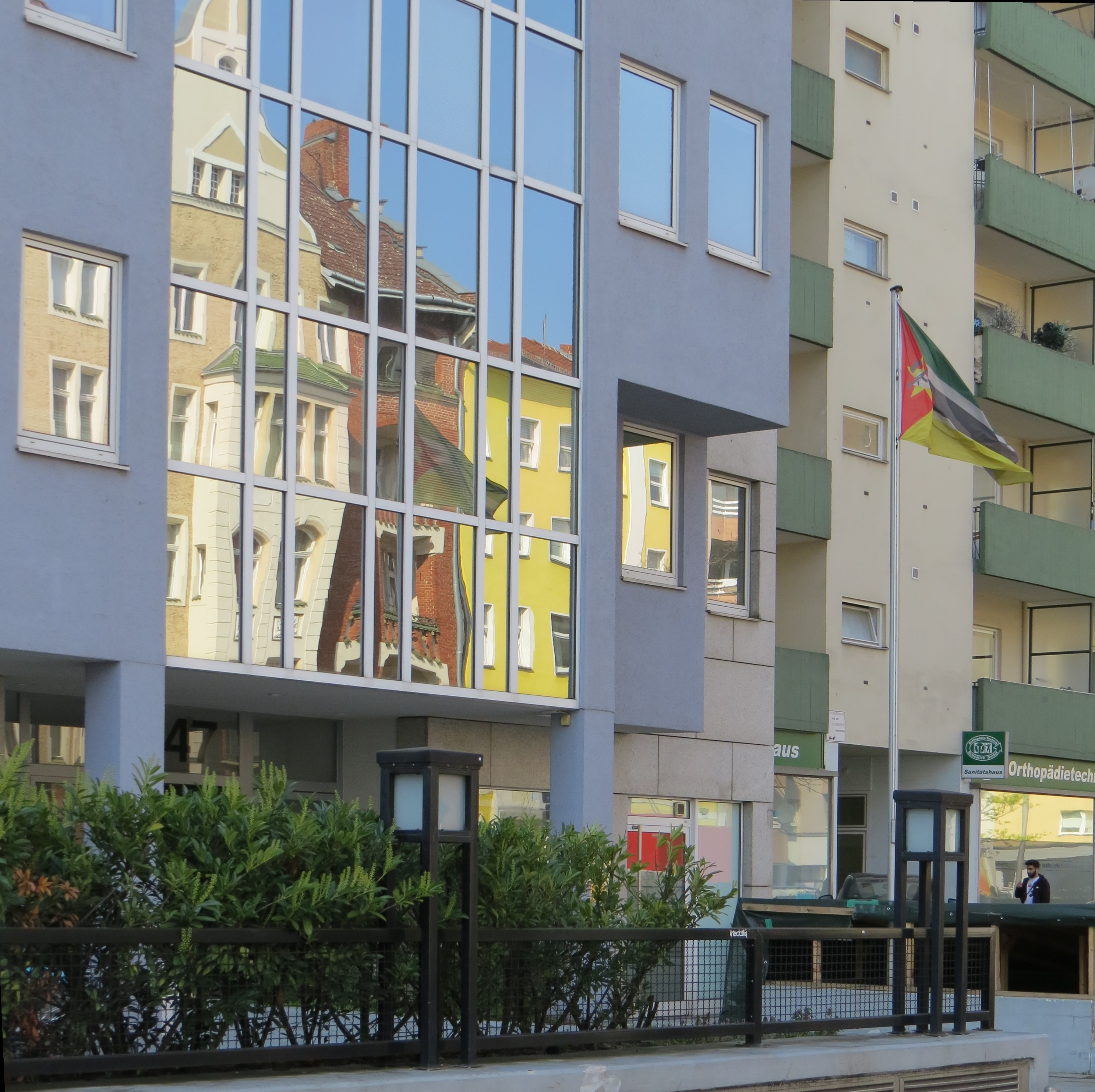
Embaixada em Berlim
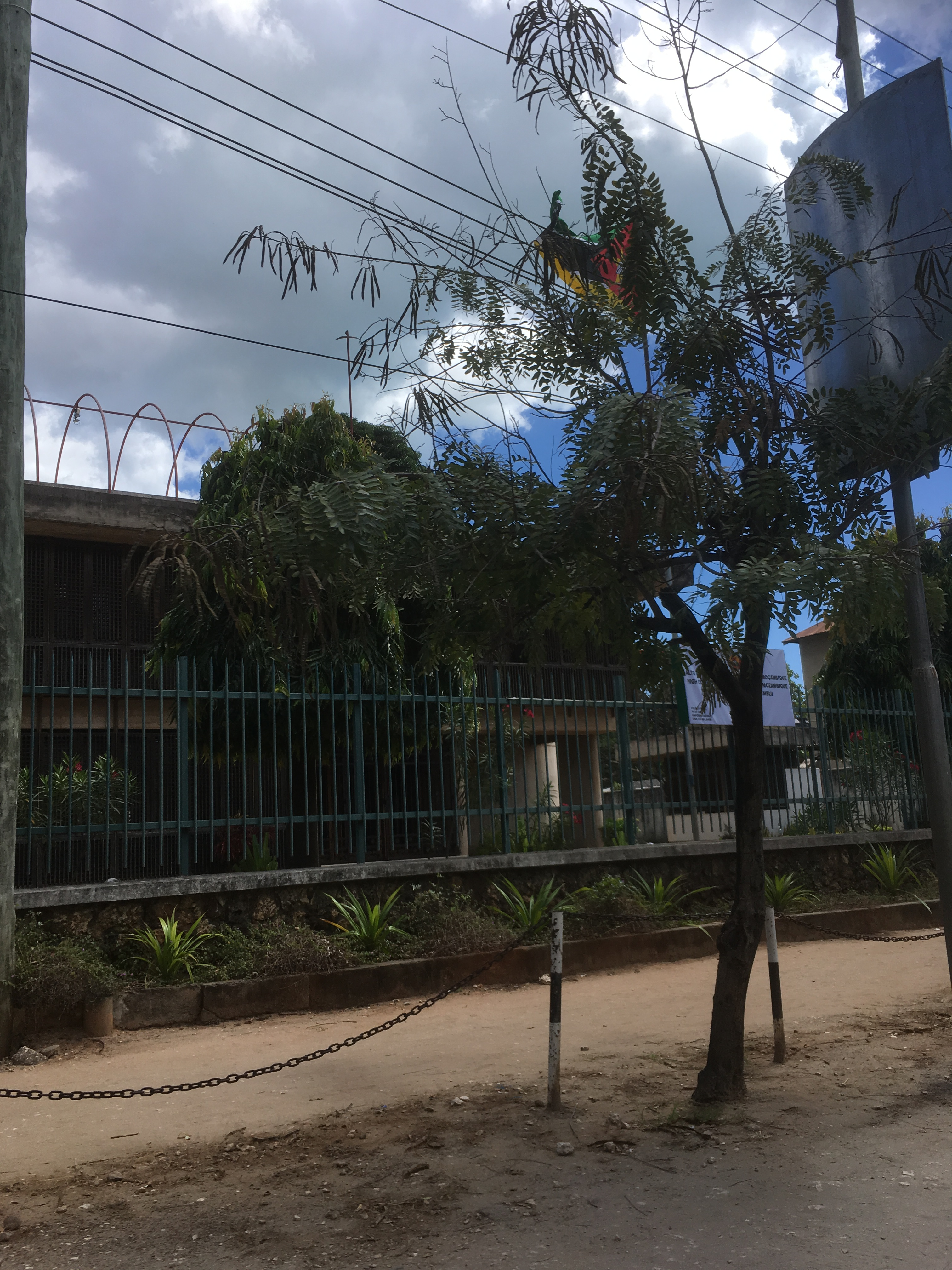
Alto Comissariado em Dar es Salã
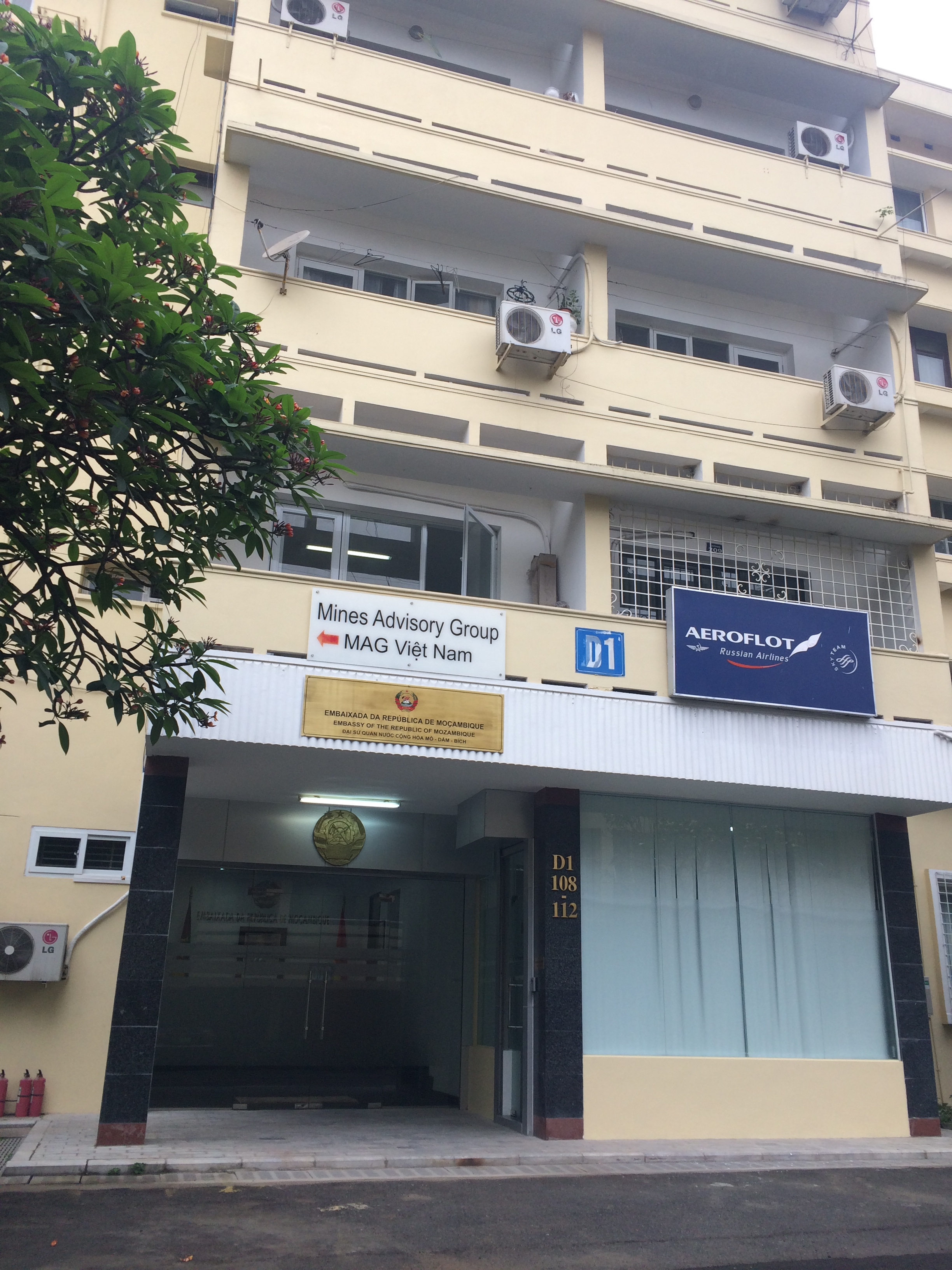
Embaixada em Hanói
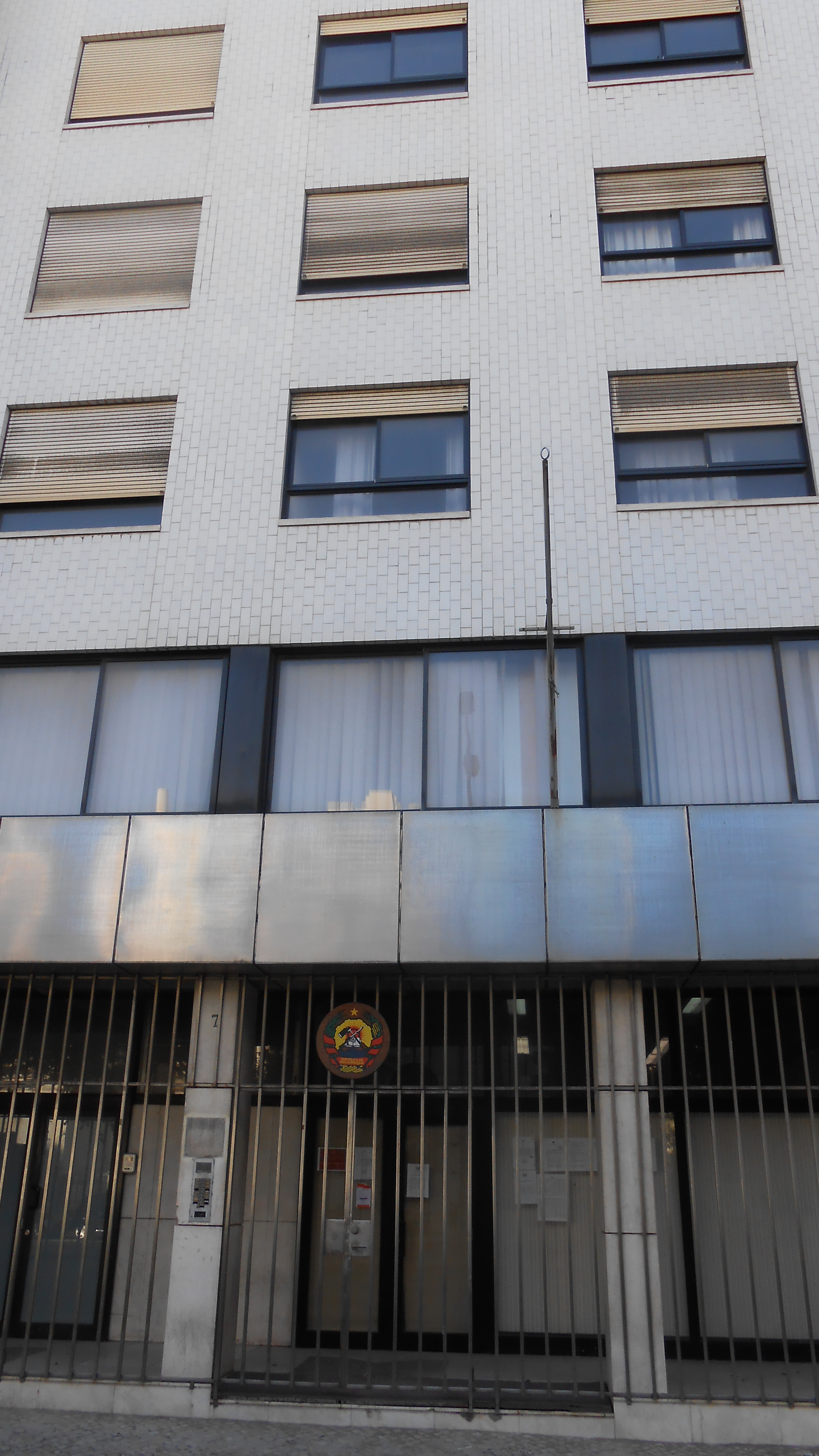
Embaixada em Lisboa
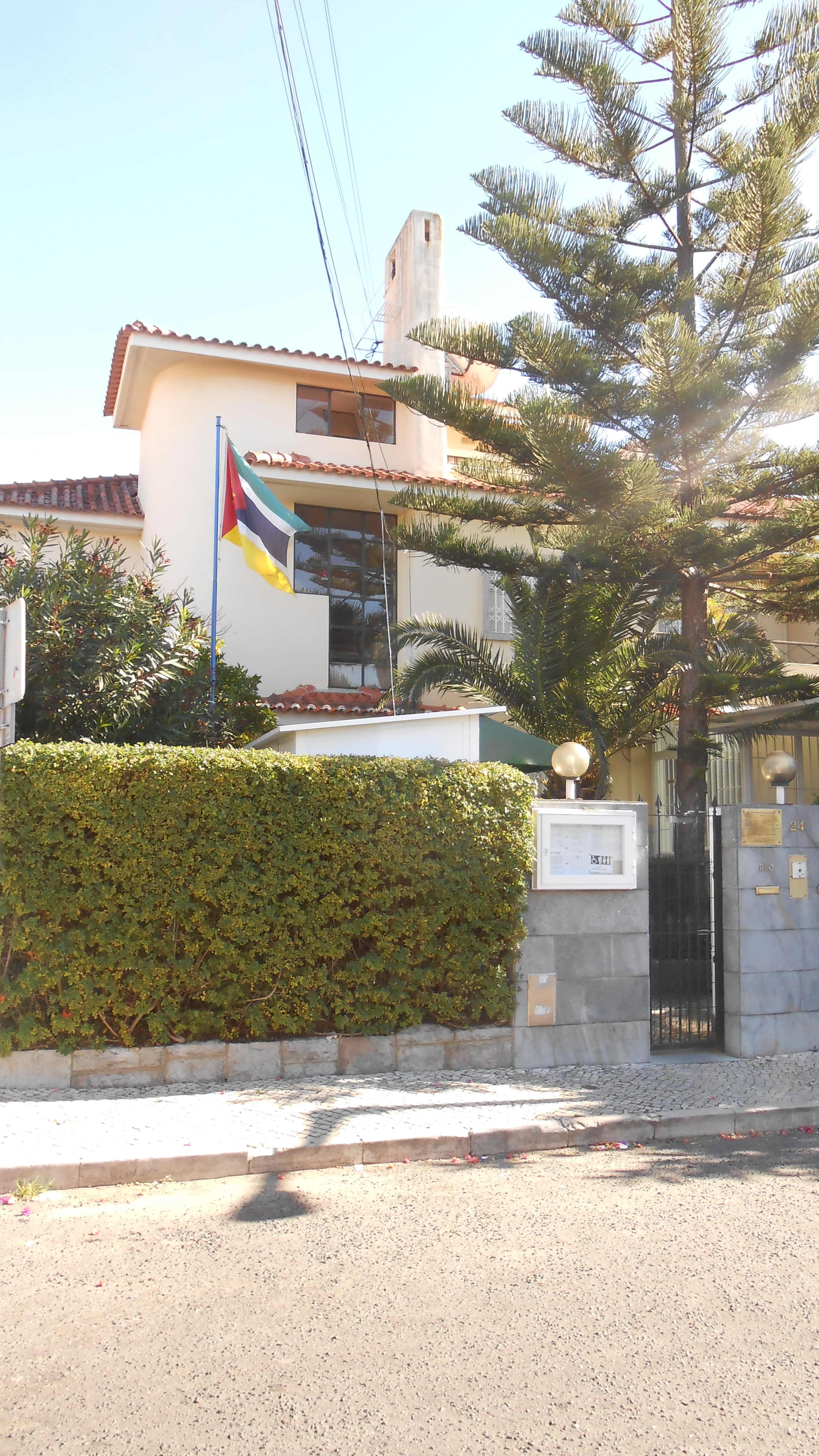
Consulado-Geral em Lisboa
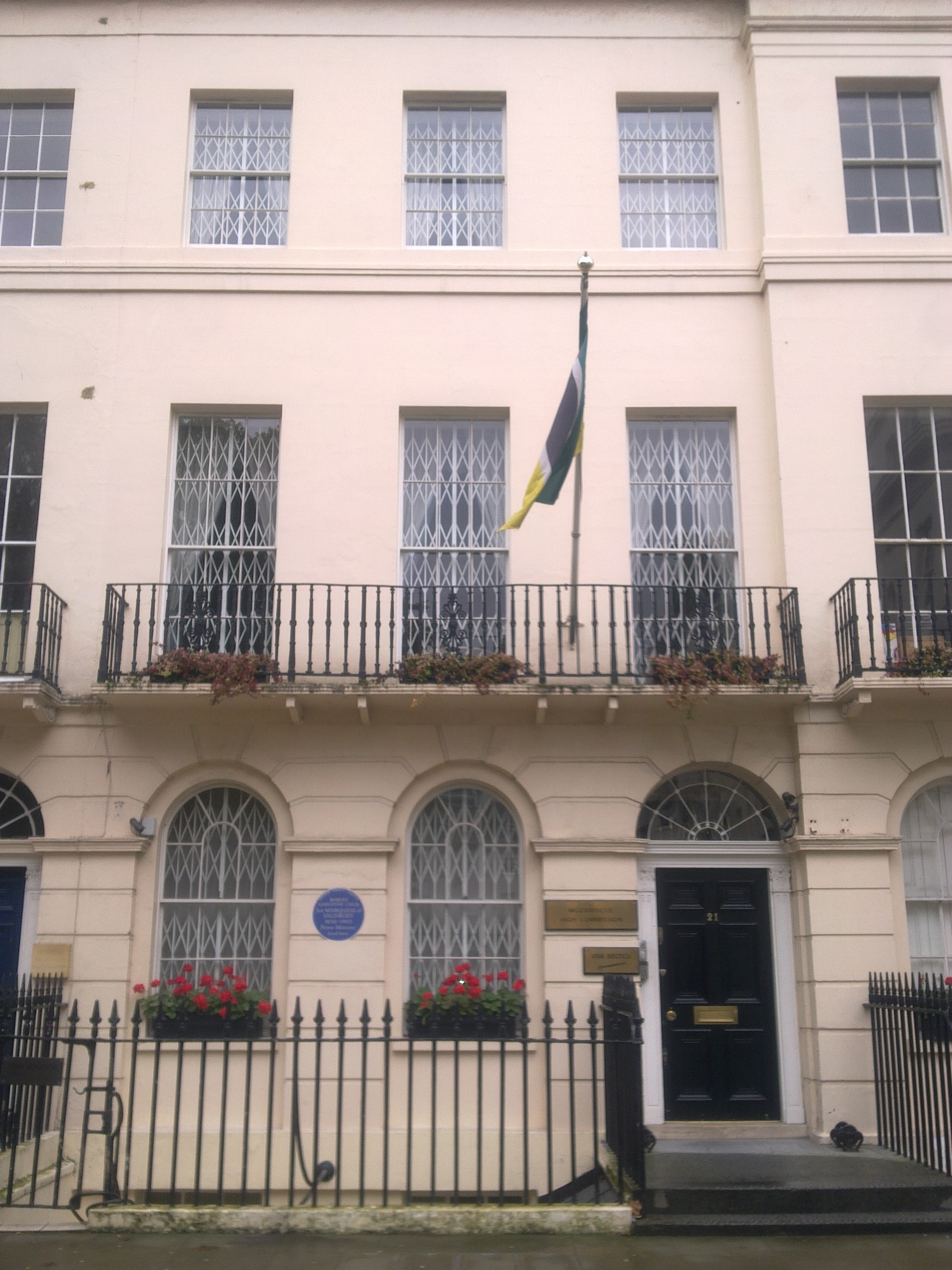
Alto Comissariado em Londres
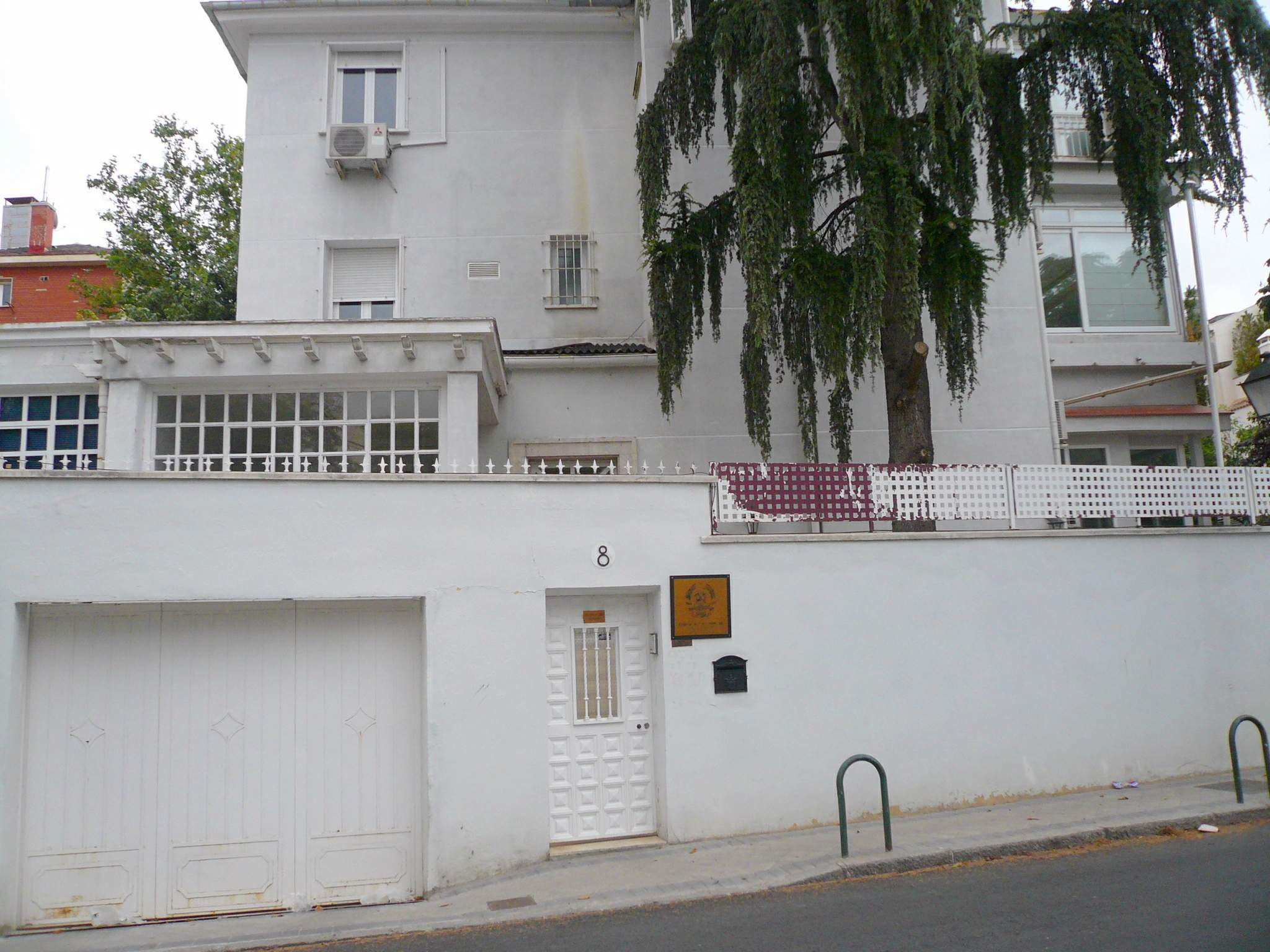
Embaixada em Madri
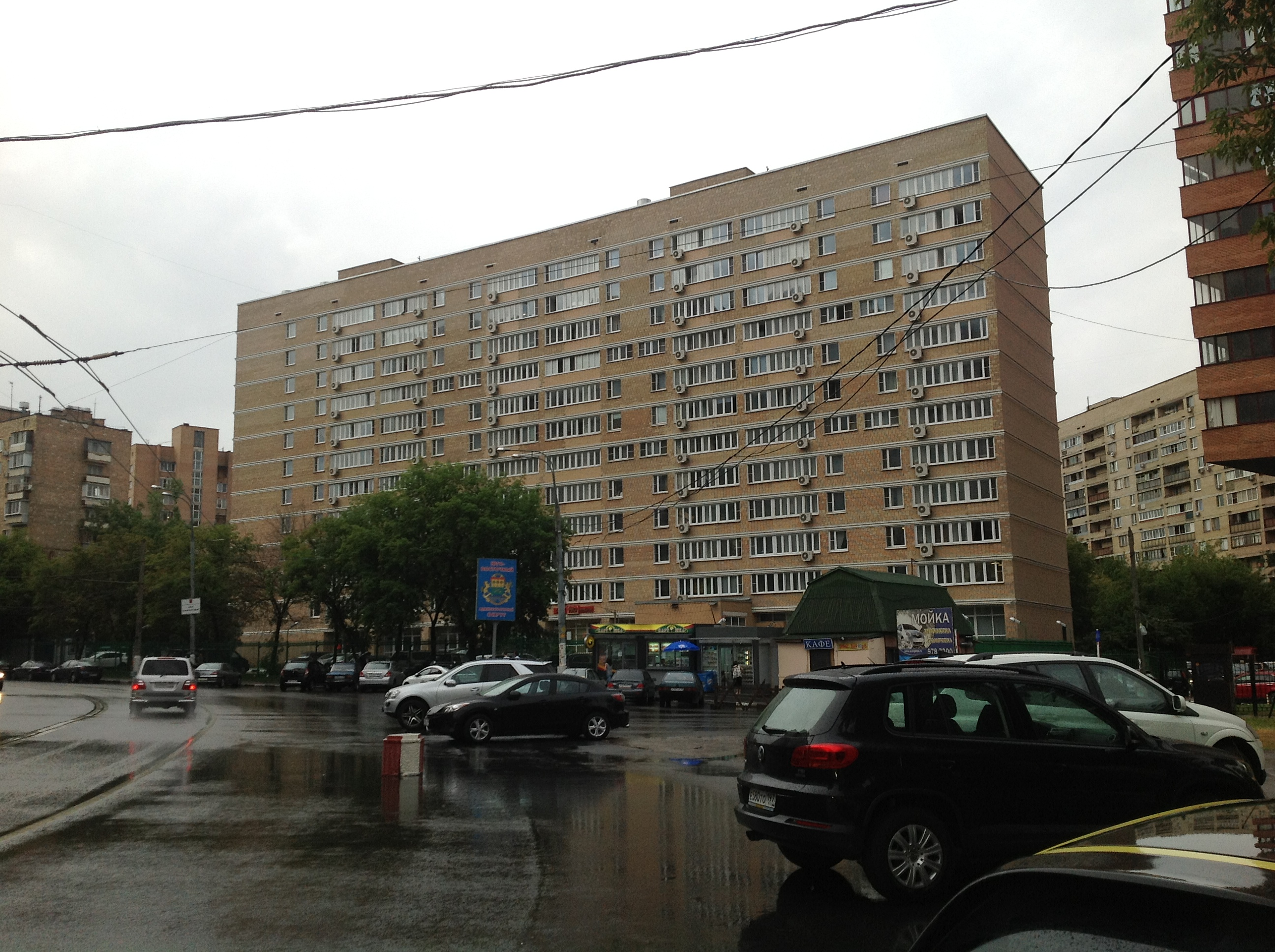
Embaixada em Moscou
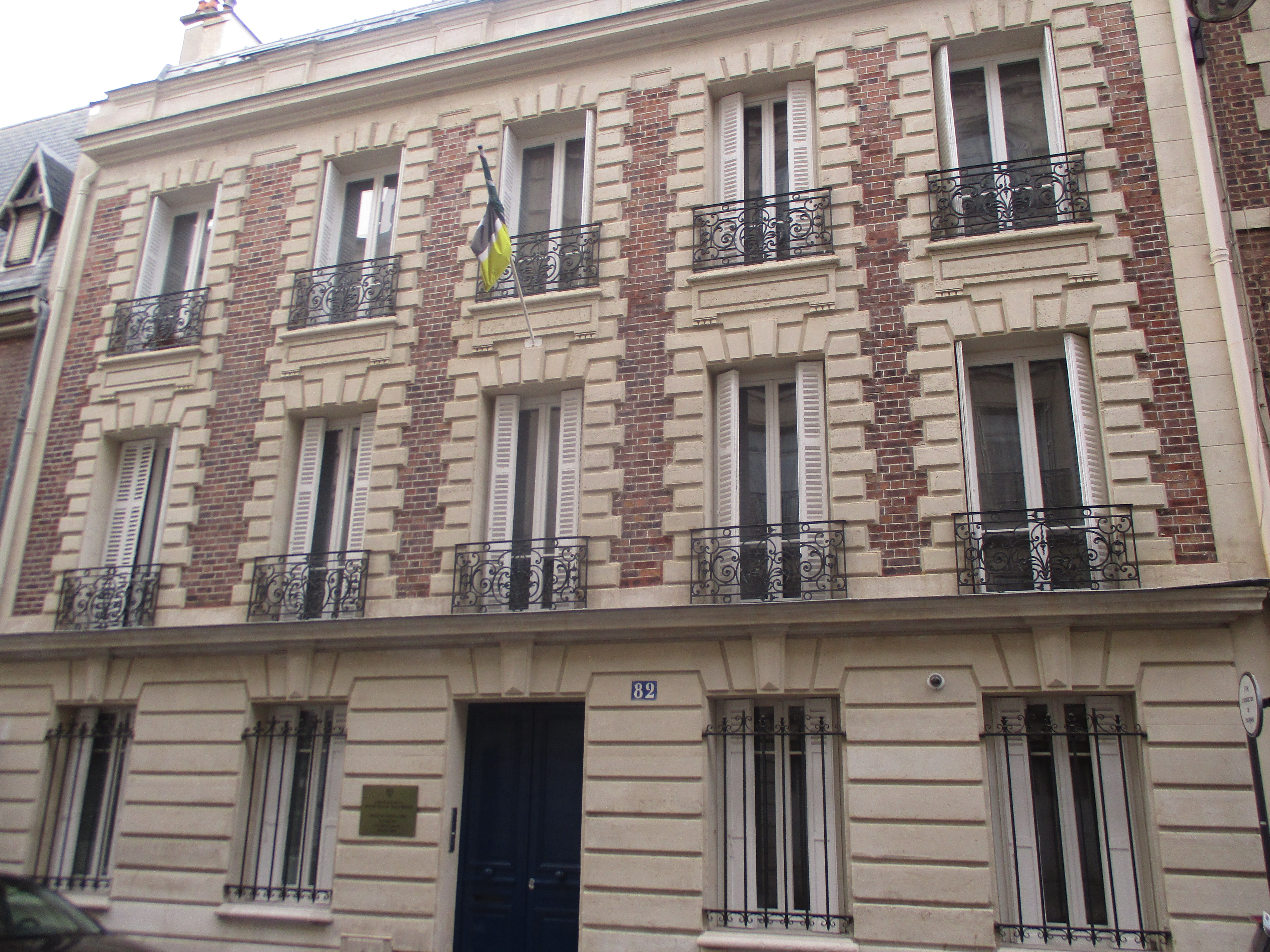
Embaixada em Paris
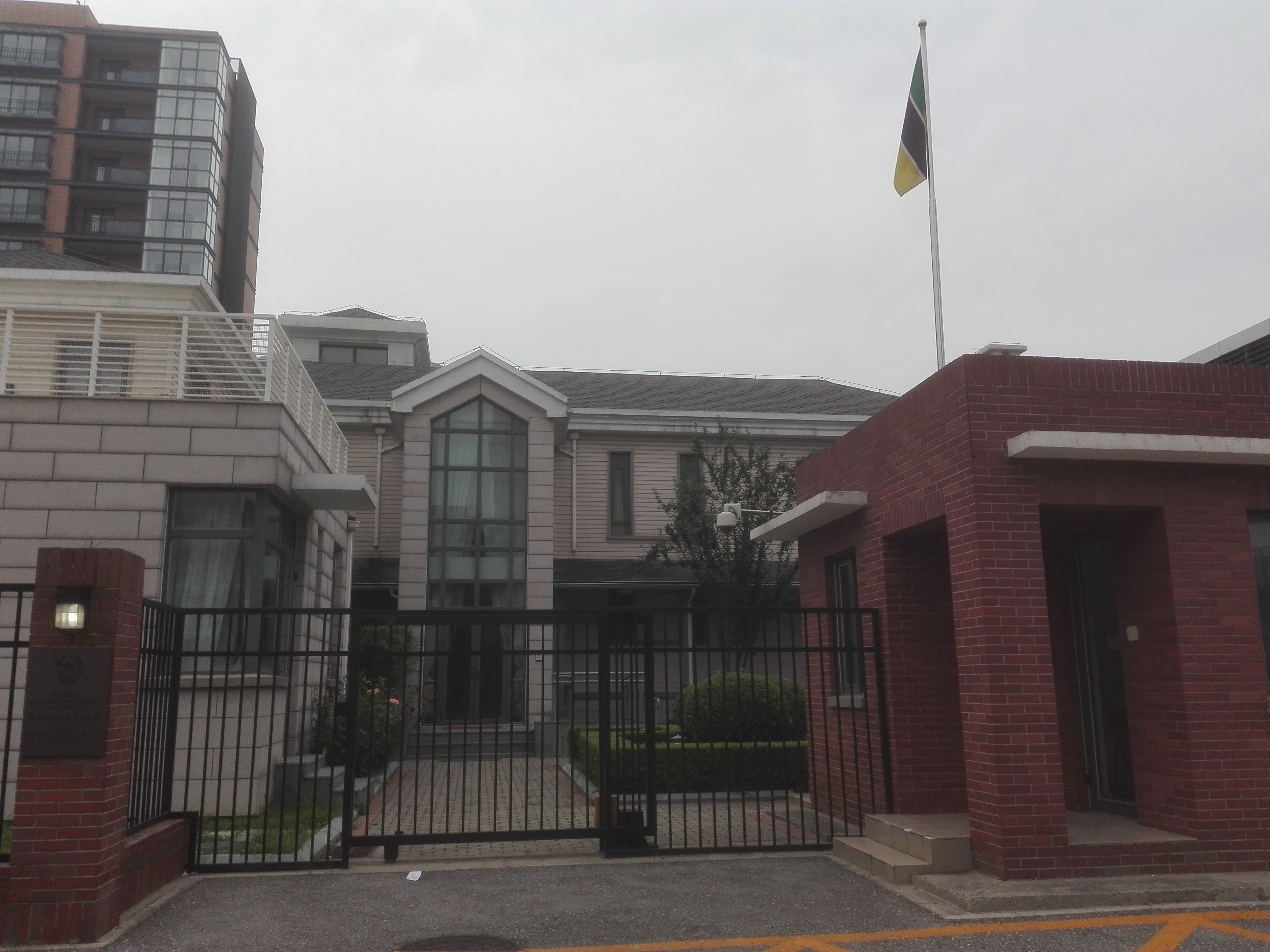
Embaixada em Pequim
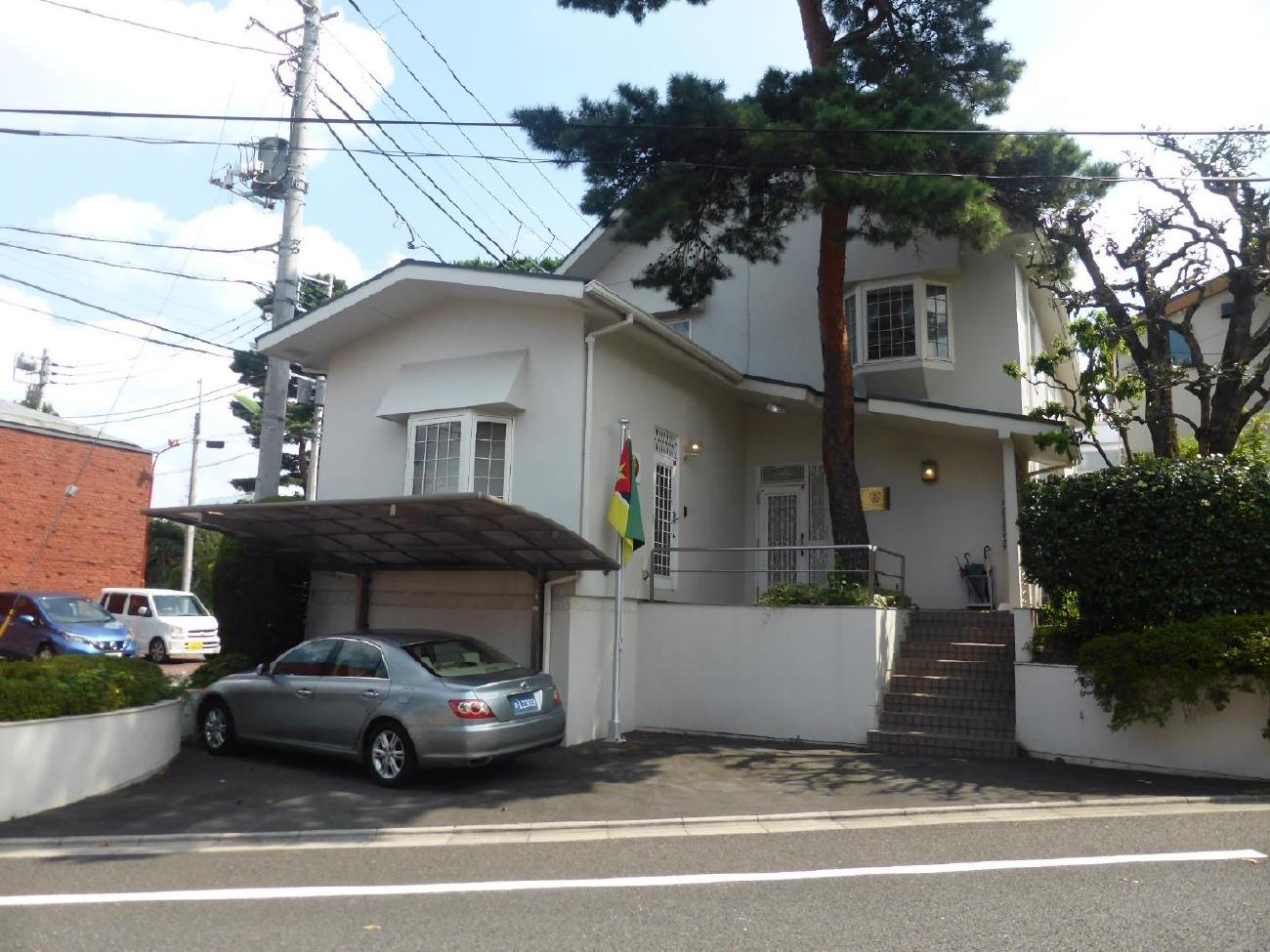
Embaixada em Tóquio
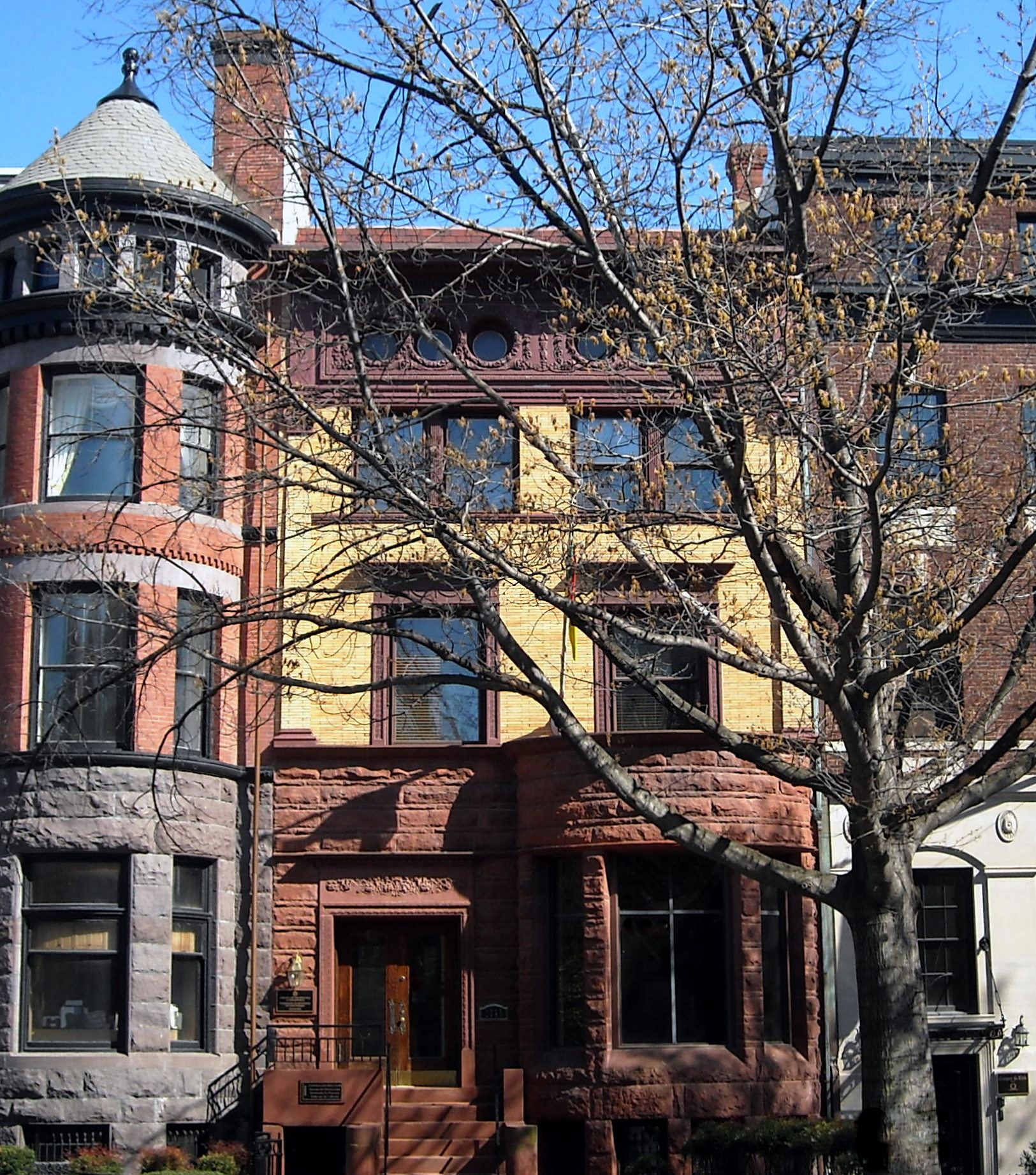
Embaixada em Washington, D.C.

## Referência
- Missões diplomáticas de Moçambique